# Sylvia Lagarda-Mata
Sylvia Lagarda-Mata (Barcelona, 1961) és una escriptora i creativa publicitària catalana. Ha publicat la major part de la seva obra en català, amb algunes incursions al castellà.
Va iniciar-se com a escriptora a finals dels 1970 a la revista juvenil Rodamón, amb la secció Rondalles barcelonines, falses llegendes sobre monuments de la ciutat. Va estudiar Ciències de la Comunicació a la Universitat Autònoma de Barcelona i durant anys va exercir de creativa a diverses agències de publicitat i de cap de promoció a la Generalitat de Catalunya. Després d’obtenir un Màster en Producció i Realització a la Universitat Politècnica de Catalunya, es va dedicar a la creació de guions cinematogràfics i de documentals per a diverses productores. Ha treballat a Televisió de Catalunya i ha impartit classes de comunicació i de cinema i televisió per a professionals.
Una de les constants de la seva producció és la recuperació d’informació històrica i dels mites i les llegendes de Catalunya, sobre les que ha escrit diversos llibres de divulgació. Fins i tot, les seves novel·les són de caràcter històric. L'any 2007, va quedar finalista del Premi Sent Soví de literatura gastronòmica amb una novel·la històrica, Mazapanes Amargos, que recrea la Barcelona de Ferran I d’Antequera. El 2017 guanyà el Premi Talent-Relat, de la Fundació Impulsa Talentum, amb el conte L'Últim Mestre del Temple. El 2024 guanya el 2n Premi Santa Eulàlia de novel·la amb l'obra Veus de mort als Encants Vells. Com a publicista, ha treballat com a freelance i per al Consell Comarcal del Maresme, per al qui ha dissenyat el cartell de la Fira d'Escriptores del Maresme, entitat a la que pertany des de que resideix en una població d'aquesta comarca.

## Obra
Assaig i divulgació
- Goita, camaco! Vale, Pagès! (La Magrana, 1998)
- Fantasmes de Barcelona (Angle, 2009), (versió castellà: Fantasmas de Barcelona, Angle, 2010)
- El Diable és català (Angle, 2014)
- Catalunya, terra de pirates (Angle, 2021)
- Catalunya, terra de bandolers (Angle, 2023)

Infantil-Juvenil
- Rondalles barcelonines (revista Rodamón, 1979)
- Misteris de Barcelona per no dormir (Angle, 2013)
- Misteris de Catalunya per passar por (Angle, 2016)

Novel·la
- Mazapanes amargos (RBA, 2008)
- L’ombra de la Magui encara és al jardí (Columna, 2020), (versió castellà: La sombra de Magui aún está en el jardín, Destino, 2020))
- Veus de mort als Encants Vells (Comanegra, 2024)